# Cena Martina Porubjaka
Cena Martina Porubjaka je ocenění udílené od roku 2016 na zlínském divadelním festivalu Setkání/Stretnutie za umělecký přínos česko-slovenským vztahům. Pojmenována je po slovenském dramaturgovi a dramatikovi Martinu Porubjakovi, který zesnul rok předtím v Brně.

## Seznam oceněných
- 2016: Martin Huba, slovenský herec a režisér[3][4]
- 2017: Bolek Polívka, český herec, mim a dramatik[5]
- 2018: Emília Vášáryová, slovenská herečka[6][7]
- 2019: Jan Antonín Pitínský, český režisér[2][8]
- 2020: festival se nekonal
- 2021: Milan Lasica, slovenský dramatik (in memoriam)[9][10]
- 2022: Miroslav Plešák, český dramaturg a režisér (in memoriam)[11]
- 2023: Jana Oľhová, slovenská herečka[12]
- 2024: Dodo Gombár, slovenský režisér[1]
- 2025: Zuzana Kronerová, slovenská herečka[13]